# Pinotage
Pinotage – odmiana czerwonych winogron wyhodowanych w 1925 r. w Południowej Afryce. Powstała przez skrzyżowanie pinot noir i cinsault (ówcześnie odmiana była nazywana hermitage), stąd nazwa.

## Charakterystyka
Jest to gatunek wcześnie dojrzewający i wytrzymały. Daje wina mocne i bogate w składniki. Ostatnio jest używany do wytwarzania win z jednoszczepowych odmian. Uprawiane jest w Południowej Afryce (RPA) – ponad 6000 ha w 2009, Zimbabwe, Brazylii – 112 ha w 2007 i Nowej Zelandii – ledwie 74 ha w 2008, Istnieją też uprawy w Izraelu, USA, Kanadzie i Niemczech.

## Wino
Pierwsze butelki jakościowego wina południowoafrykańskiego z pinotage pojawiły się w dystrybucji na początku lat 60.

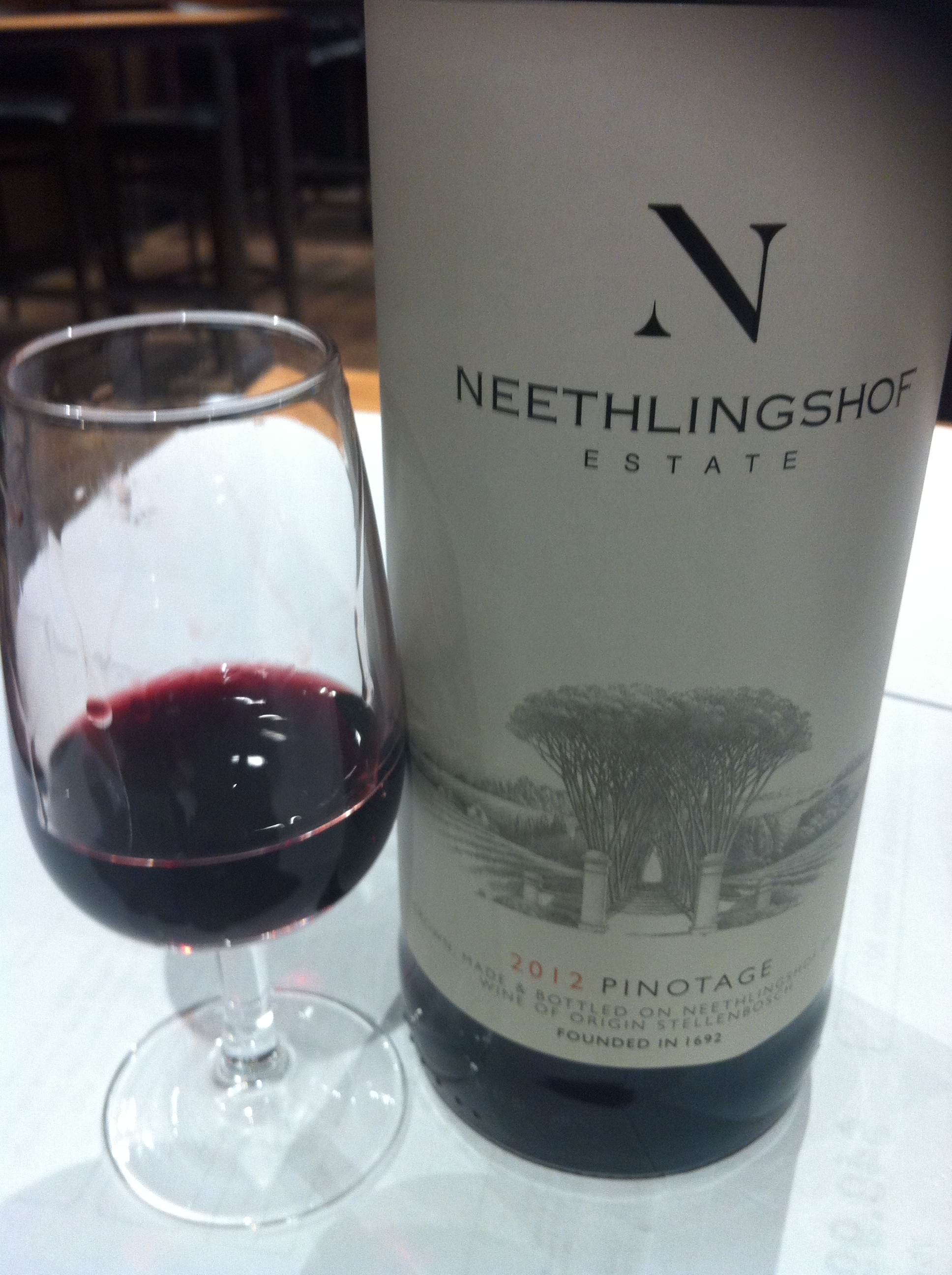
Wino z odmiany pinotage